# Filippo Mazzei
Filippo Mazzei (Poggio a Caiano, 25 dicembre 1730 – Pisa, 19 marzo 1816) è stato un medico, filosofo e saggista italiano.
Massone e cadetto di una nobile famiglia toscana di viticoltori, probabilmente risalente all'XI secolo e ancora esistente nel XXI secolo, fu personaggio energico ed eclettico, illuminista, promulgatore delle libertà individuali, dei diritti civili e della tolleranza religiosa. Visse una vita avventurosa e movimentata, con alterne fortune economiche.
Sebbene sia sconosciuto al grande pubblico, partecipò attivamente alla guerra d'indipendenza americana come agente mediatore all'acquisto di armi per la Virginia, ed è ritenuto dagli storici uno dei padri della Dichiarazione d'Indipendenza americana, in quanto intimo amico dei primi cinque presidenti statunitensi: George Washington, John Adams, James Madison, James Monroe e soprattutto Thomas Jefferson, di cui fu ispiratore, vicino di casa, socio in affari e con cui rimase in contatto epistolare fino alla morte.
Iniziato alla Massoneria, fu poi spettatore privilegiato della Rivoluzione francese.

## Biografia

### La gioventù
Dopo gli studi compiuti tra Prato e Firenze, nel 1752, in seguito a dissapori con il fratello maggiore Jacopo sulla gestione del patrimonio familiare, si stabilì a Pisa e poi a Livorno, esercitando l'attività di medico ma dopo solo due anni lasciò la città e si trasferì a Smirne (Turchia) come chirurgo a seguito di un medico locale.
Nel 1754 giunse a Londra dove, dopo un iniziale periodo irto di difficoltà economiche che lo vide arrangiarsi con l'insegnamento dell'italiano, riuscì nel corso dei tre lustri successivi ad arricchirsi con il commercio dei prodotti mediterranei, principalmente del vino, inserendosi anche nei salotti dell'alta borghesia londinese.
Una breve parentesi italiana si concluse con un precipitoso ritorno in Inghilterra, a seguito di una denuncia al tribunale dell’Inquisizione per "importazione di libri proibiti". L'illuminismo e le idee di libertà religiosa che lo animavano, tollerate nella Londra di fine XVIII secolo, erano ancora tabù nella realtà italiana.

### La Rivoluzione americana
In questi circoli londinesi Filippo Mazzei conobbe Benjamin Franklin e Thomas Adams, che da lì a pochi anni sarebbero stati tra i protagonisti della Rivoluzione americana.
Le colonie americane si autogovernavano, perlomeno sulle questioni locali, tramite assemblee di delegati liberamente eletti dai capifamiglia, e l'ordinamento giuridico era ispirato alla legislazione inglese che in quegli anni era probabilmente la più avanzata, garantista e liberale che esistesse.
Invitato dagli amici d'oltreoceano, spinto dalla curiosità dell'inedita forma di governo, ma soprattutto dalla disponibilità di terre e quindi dalla prospettiva di impiantare nel nuovo mondo coltivazioni mediterranee, nel 1773 Mazzei si trasferì in Virginia, con al seguito un gruppo di agricoltori toscani. A lui si unirono anche una vedova, Maria Martin, che egli sposò nel 1778, e l'amico Carlo Bellini che tra il 1779 e il 1803 sarebbe divenuto il primo insegnante di italiano in un'università americana, il College di William and Mary in Virginia.
Inizialmente diretto in altro sito, Mazzei si fermò presso la tenuta di Monticello per incontrare Thomas Jefferson, con il quale già intratteneva rapporti epistolari e vantava amicizie comuni, e fu da lui convinto a trattenersi in loco, arrivando a cedere circa 0,75 km² della sua tenuta in favore dell'italiano. Da questa cessione nacque la tenuta di Colle (il cui nome deriva da Colle di Val d'Elsa, perché Mazzei aveva preso ad esempio la campagna attorno alla città toscana), successivamente ampliata. Lo univa a Jefferson un sodalizio commerciale, con il primo impianto di una vigna nella colonia della Virginia, ma soprattutto un sodalizio intellettuale, frutto di una comune visione politica e di ideali condivisi, che si sarebbe protratto per oltre 40 anni.
Il livello delle frequentazioni americane trascinò velocemente Mazzei, arrivato con mere intenzioni imprenditoriali, nella vita politica della ribollente colonia della Virginia. Fu autore di veementi libelli contro l'opprimente dominazione inglese, inneggianti alla libertà e all'uguaglianza, alcuni dei quali furono tradotti in inglese dallo stesso Jefferson che ne rimase influenzato tanto da ritrovare successivamente alcune frasi di Mazzei trasposte nella Dichiarazione d'indipendenza degli Stati Uniti d'America.
Eletto speaker dell'assemblea parrocchiale dopo sei mesi dal suo arrivo in Virginia, ebbe modo di esporre le sue idee sulla libertà religiosa e politica a un vasto oratorio, composto anche di persone umili e ignoranti, che lo ascoltavano assorte. Un suo scritto, Instructions of the Freeholders of Albemarle County to their Delegates in Convention, redatto come istruzioni per i delegati della contea di Albemarle alla convenzione autoconvocatasi dopo lo scioglimento forzato dell'assemblea della Virginia imposto dal governatore inglese, fu utilizzato da Jefferson come bozza per il primo tentativo di scrittura della costituzione dello Stato della Virginia.
La sua affermazione politica seguiva di pari passo i rovesci economici, perché il clima e il terreno della Virginia non si erano dimostrati particolarmente graditi a vite e olivo, e nel 1774 un'eccezionale gelata aveva distrutto buona parte delle coltivazioni.
Naturalizzato cittadino della Virginia, volontario delle prime ore nella guerra d'indipendenza americana, nel 1778 fu inviato in Europa da Jefferson e Madison per cercare prestiti, acquistare, o meglio, contrabbandare, armi e ottenere informazioni politiche e militari utili alla nascente nazione.
In questo periodo scrisse articoli, fece interventi pubblici e cercò di avviare rapporti commerciali e politici tra gli Stati europei e la Virginia. Per tali servizi fu ufficialmente retribuito dallo Stato della Virginia dal 1779 al 1784.
Rientrato in Virginia nel 1783, con suo grande disappunto non fu nominato console. Ricevette l'incarico di amministratore della contea di Albemarle ma solo due anni dopo, nel 1785, lasciò per l'ultima volta il suolo americano, mantenendo comunque contatti epistolari con molti di quelli che sono definiti padri fondatori statunitensi e, in particolare, con Jefferson, che ebbe modo di reincontrare successivamente a Parigi. Sua moglie rimase fino alla sua morte nel 1788 alla tenuta del Colle, che Mazzei nel 1783 aveva donato alla figliastra, Margherita Maria Martini e al di lei marito, il francese Justin Pierre Plumard, conte De Rieux.

### La Rivoluzione francese e le vicende europee
A Parigi, nel 1788 pubblicò una voluminosa opera in quattro volumi Recherches historiques et politiques sur les États-Unis de l'Amérique Septentrionale. Si trattava della prima storia della Rivoluzione americana pubblicata in francese. L'opera è tuttora una preziosa fonte di informazioni sul movimento che innescò la Rivoluzione americana.
Il successo del libro e la notorietà delle sue idee, uniti alla costante attività di propaganda a favore dei neonati Stati Uniti d'America, lo fece venire in contatto con re Stanislao Augusto di Polonia, illuminato sovrano liberale, di cui divenne prima consigliere e poi rappresentante a Parigi.
Da questa posizione privilegiata poté seguire la Rivoluzione francese, di cui condannò la deriva giacobina. Preso atto della rovina economica, nel 1791 si trasferì a Varsavia, assumendo la cittadinanza polacca e contribuendo alla stesura della costituzione.
Dopo un anno passato a Varsavia, a seguito della spartizione della Polonia nel 1792 rientrò definitivamente in Toscana, stabilendosi a Pisa dove nel 1796 sposò Antonina Tonini, da cui ebbe una figlia, Elisabetta, nel 1798.
Nel 1799, oramai settantenne, fu testimone dell'arrivo delle truppe repubblicane francesi a Pisa e poi della loro cacciata, e fu coinvolto pur senza danni nei successivi processi intentati dal bargello ai liberali pisani che si riunivano durante la breve occupazione al Caffè dell'Ussero sul lungarno.

### Ultimi anni

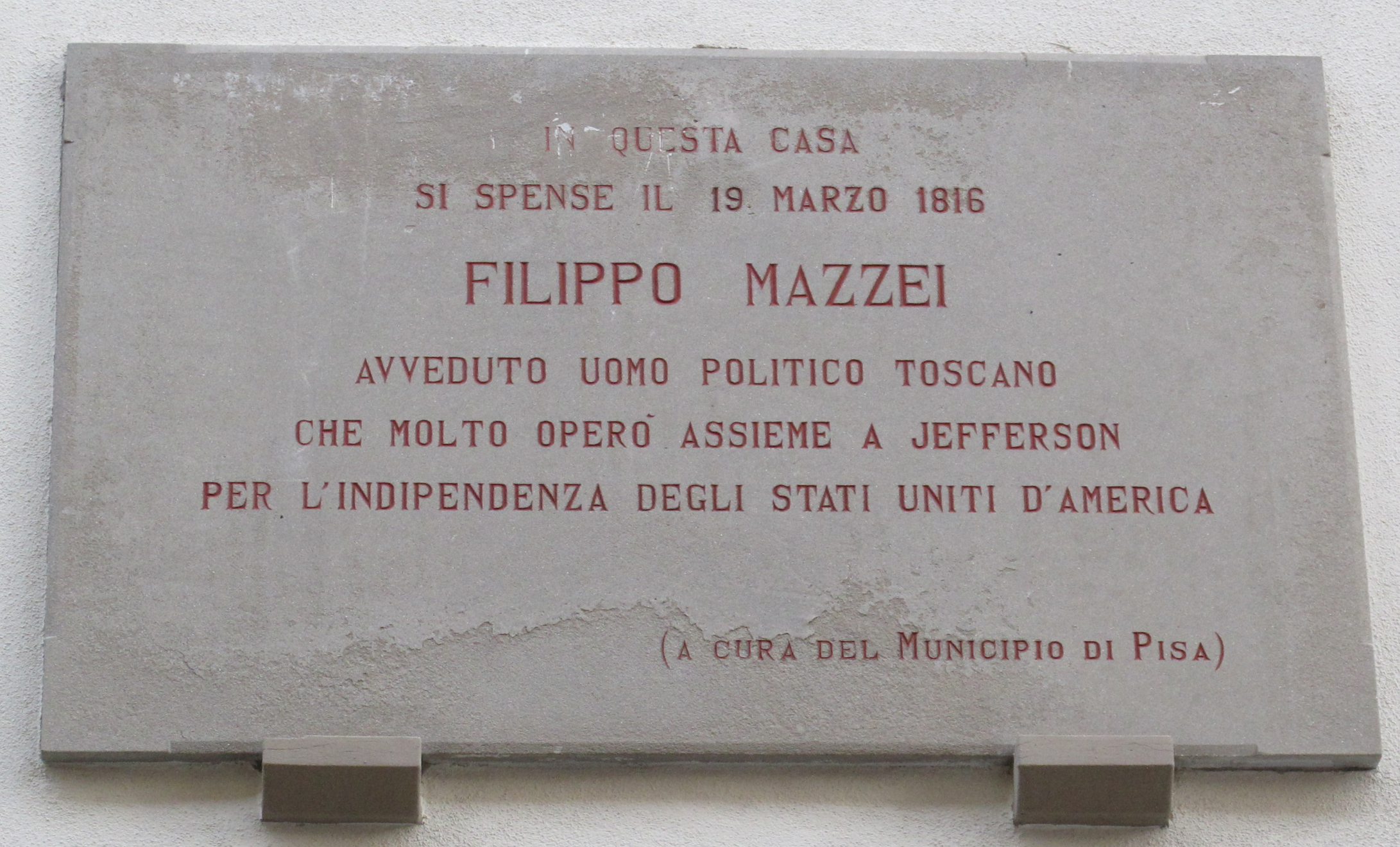
Targa commemorativa a Pisa sulla facciata della casa in cui morì Mazzei

Mazzei visse quietamente altri 17 anni, dedicandosi ai propri studi di orticoltura e limitandosi a frequentare una ristretta cerchia di salotti praticati da giovani liberali, di cui era ispiratore. Nel 1802, in conseguenza del dissolvimento della Polonia operato da Russia e Prussia nel 1795, lo zar Alessandro I si accollò i debiti della corte polacca e Mazzei poté fruire di un vitalizio. Mazzei rimase sempre nostalgico della Virginia e dei suoi amici americani, che ne auspicavano il ritorno e con i quali mai interruppe il contatto epistolare. Nonostante i ripetuti progetti di un viaggio in America, Mazzei non fu mai capace di affrontare questa nuova avventura. 
Ebbe modo di assistere all'ascesa e alla caduta di Napoleone Bonaparte e scrisse le proprie memorie, pubblicate nel 1848, oltre trent'anni dopo la sua morte a Pisa nel 1816, dove venne sepolto nel Cimitero Suburbano.
L'amicizia tra Thomas Jefferson e Filippo Mazzei è attestata dalle numerose lettere che si scambiarono, stima che veniva confermata nelle lettere a terzi:
Inizialmente Jefferson nutriva grande fiducia in Mazzei, lodandolo per le sue capacità e integrità. Successivamente, il loro rapporto sembra aver subito una crisi, come testimonia la lettera a Madison. Tuttavia, negli ultimi anni di vita di Mazzei, Jefferson sembra aver ritrovato la stima nei suoi confronti, ricordandolo con affetto e riconoscendo il suo importante contributo alla Rivoluzione Americana.

## Cultura di massa
La sua figura storica è riemersa alla fine del XX secolo grazie all'infittirsi degli studi accademici in occasione del bicentenario della Rivoluzione americana, fino a essere onorato in occasione del 250º anniversario della sua nascita nel 1980 con un'emissione filatelica congiunta speciale delle poste italiane e statunitensi.
Nel 1989 a Pisa viene fondato il Circolo culturale Filippo Mazzei, tuttora esistente.
La città alfea gli ha dedicato una strada, nel quartiere di Cisanello, e un busto in marmo, nell'atrio del Palazzo Comunale.

## Opere

### In lingua francese
- Filippo Mazzei, Recherches Historiques et Politiques sur les Etats-Unis de l'Amérique Septentrionale, Paris 1788, 4 volumi (ne esiste la traduzione anche in lingua italiana vedere più sotto).
- Filippo Mazzei, Stanislao Re di Polonia, Lettres de Philippe Mazzei et du roi Stanislas-Auguste de Pologne, Roma: Istituto storico italiano per l'età moderna e contemporanea, 1982.

### In lingua italiana
- Filippo Mazzei, Ricerche storiche e politiche sugli Stati Uniti dell'America Settentrionale, Firenze, Ponte alle Grazie, 1991, 624 pp. ISBN 8879281704.
- Filippo Mazzei, Memorie della vita e delle peregrinazioni del fiorentino Filippo Mazzei, a cura di Gino Capponi, Lugano, Tip. della Svizzera Italiana, 1845-1846, 2 volumi.
- Filippo Mazzei, Del commercio della seta fatto in Inghilterra dalla Compagnia delle Indie Orientali (manoscritto inedito di Filippo Mazzei – 1769), a cura di Silvano Gelli, Poggio a Caiano, Comune di Poggio a Caiano, 2001.
- Filippo Mazzei, Le istruzioni per i delegati alla convenzione maggio-settembre 1776 (testo in italiano e inglese), Firenze, Morgana, 2001, 64 pp. ISBN 8885698859.

### Opere e curatele di Margherita Marchione su Mazzei

#### In lingua italiana
- Filippo Mazzei: Scelta di scritti e lettere:
  - Vol. I: 1765-1788. Agente di Virginia durante la rivoluzione americana; pp. XLVII-582.
  - Vol. II: 1788-1791. Agente del Re di Polonia durante la Rivoluzione Francese; pp. XVI-703, XVII-633.
  - Vol. III: 1792-1816. Cittadino del Mondo; pp. XVII-633.

Prato, 1984, Ediz. del Palazzo per Cassa di Risparmi e Depositi di Prato.
- Marchione Margherita: Istruzioni per essere liberi ed eguali, Cisalpino-Goliardica, Milan, 1984, 160pp ISBN 8820504812.
- Marchione Margherita: The Adventurous Life of Philip Mazzei - La vita avventurosa di Filippo Mazzei (bilingue inglese - italiano), University Press of America, Lanham, MD, 1995, 235pp.

#### In lingua inglese
- Philip Mazzei: My Life and Wanderings, ed. Margherita Marchione American Institute of Italian Studies, Morristown, NJ, 1980, 437pp. Traduzione in lingua inglese dell'autobiografia di Mazzei.
- Philip Mazzei: Selected Writings and Correspondence:
  - Vol. I - Virginia's Agent during the American Revolution, XLVIII, 585pp.;
  - Vol. II - Agent for the King of Poland during the French Revolution, 802pp.;
  - Vol. III - World Citizen, 623pp.

Cassa di Risparmi e Depositi, Prato, 1983.
- Margherita Marchione: Philip Mazzei: Jefferson's "Zealous Whig", American Institute of Italian Studies, Morristown, NJ, 1975, 352pp.
- Margherita Marchione: The Adventurous Life of Philip Mazzei - La vita avventurosa di Filippo Mazzei (bilingue inglese - italiano), University Press of America, Lanham, MD, 1995, 235pp.
- Margherita Marchione: The Constitutional Society of 1784, Center for Mazzei Studies, Morristown, NJ, 1984, 49pp.
- Margherita Marchione: Philip Mazzei: World Citizen (Jefferson's "Zealous Whig"), University Press of America, Lanham, MD, 1994, 158pp.

### In lingua italiana
- AA. VV., Dalla Toscana all'America: il contributo di Filippo Mazzei, Poggio a Caiano, Comune di Poggio a Caiano, 2004.
- Massimo Becattini, Filippo Mazzei mercante italiano a Londra (1756-1772), Poggio a Caiano, Comune di Poggio a Caiano, 1997.
- Bolognesi Andrea, Corsetti Luigi, Di Stadio Luigi: Filippo Mazzei mostra di cimeli e scritti, catalogo della mostra a cura di, Poggio a Caiano, palazzo Comunale, 3-25 luglio 1996, Comune di Poggio a Caiano, 1996.
- Bonora Ettore, Filippo Mazzei, in Letterati,memorialisti, viaggiatori del 700, Milano- Napoli, Ricciardi,1951
- Camajani Guelfo Guelfi, Filippo Mazzei: un illustre toscano del Settecento: medico, agricoltore, scrittore, giornalista, diplomatico, Firenze, Associazione Internazionale Toscani nel Mondo, 1976.
- Ciampini Raffaele, Lettere di Filippo Mazzei alla corte di Polonia (1788-1792), Bologna: N. Zanichelli, 1937.
- Corsetti Luigi, Gradi Renzo, Bibliografia su Filippo Mazzei Avventuriero della Libertà a cura di, con scritti di Margherita Marchione e Edoardo Tortarolo, Poggio a Caiano, C.I.C. Filippo Mazzei - Associazione Culturale "Ardengo Soffici", 1993.
- Di Stadio Luigi, Filippo Mazzei tra pubblico e privato. Raccolta di documenti inediti, a cura di, Poggio a Caiano, Biblioteca Comunale di Poggio a Caiano, 1996.
- Fazzini Gianni, "Il gentiluomo dei tre mondi", Roma: Gaffi, 2008.
- Gerosa Guido, Il fiorentino che fece l'America. Vita e avventure di Filippo Mazzei 1730-1916, Milano, SugarCo Edizioni, 1990.
- Gradi Renzo, Un bastimento carico di Roba bestie e uomini in un manoscritto inedito di Filippo Mazzei, Poggio a Caiano, Comune di Poggio a Caiano, 1991.
- Gradi Renzo, Parigi: luglio 1789. Scritti e memorie del fiorentino Filippo Mazzei, Comune di Poggio a Caiano, 1989.
- Gullace Giovanni, Figure dimenticate dell'indipendenza americana, Filippo Mazzei e Francesco Vigo, Roma: Il Veltro Editrice, 1977.
- Masini Giancarlo, Gori Iacopo, L'America fu concepita a Firenze, Firenze: Bonechi, 1998
- Tognetti Burigana Sara, Tra riformismo illuminato e dispotismo napoleonico; esperienze del "cittadino americano" Filippo Mazzei, Roma, Edizioni di Storia e letteratura, 1965.
- Tortarolo Edoardo, Illuminismo e Rivoluzioni. Biografia politica di Filippo Mazzei, Milano, Angeli, 1986.
- Witold Łukaszewicz, Filippo Mazzei, Giuseppe Mazzini; saggi sui rapporti italo-polacchi, Wroclaw, Zakład Narodowy im. Ossolińskich, 1970.

### In lingua inglese
- Biaggi, Mario: An Appreciation of Philip Mazzei - an Unsung American Patriot, in CONGRESSIONAL RECORD Washington, D.C., September 12, 1984
- Conover Hunt-Jones: Dolley and the "great little Madison", Washington, D.C., 1977
- Di Grazia, Marco: Philip Mazzei, a hero of American independence. Illustrations and cover Marcello Mangiantini, translation Miranda MacPhail Tuscan Regional Government, Poggio a Caiano. nessuna data, circa 1990, 52p
- Gaines, William H.: Virginia History in Documents 1621-1788, Virginia State Library, Richmond, 1974
- Garlick, Richard Jr: Philip Mazzei, Friend of Jefferson: His Life and letters, Baltimore-London-Paris, The Johns Hopkins Press-Humphrey Nilfort Oxford University Press – Société d'Editions Les Belles Lettres, 1933
- Garlick, Richard Jr: Italy and the Italians in Washington's time, New York Arno Press, 1975, 1933
- Guzzetta, Charles: Mazzei in America, in DREAM STREETS - THE BIG BOOK OF ITALIAN AMERICAN CULTURE, Lawrence DiStasi editor, Harper & Row, New York, 1989
- Kennedy, John F.: A Nation of Immigrants, Harper & Row, New York, 1964
- Lippucci, Mary Theresa: The correspondence between Thomas Jefferson and Philip Mazzei, 1779-1815.
- Malone, Dumas (editor): Dictionary of American Biography, VOL. VI, Charles Scribner's Sons, New York, 1933
- Marraro, Howard R.: An Unpublished Jefferson Letter to Mazzei, Italica, Vol. 35, No. 2 (Jun., 1958), pp. 83–87
- Marraro, Howard R.: Jefferson Letters Concerning the Settlement of Mazzei's Virginia Estate, The Mississippi Valley Historical Review, Vol. 30, No. 2 (Sep., 1943), pp. 235–242
- Marraro, Howard R.: Philip Mazzei - Virginia's Agent in Europe, New York Public Library, 1935
- Marraro, Howard Rosario: Philip Mazzei and his Polish friends sn, 1944?
- Sammartino, Peter: The Contributions of Italians to the United States before the Civil War: a conference to celebrate the 250th anniversary of the birth of Philip Mazzei, Washington, D.C., April 18-20, 1980, Washington, D.C., National Italian American Foundation, 1980.
- Schiavo, Giovanni Ermenegildo: Philip Mazzei: one of America's founding fathers, New York: Vigo Press, 1951
- Masini, Giancarlo, Gori, Iacopo: How Florence Invented America - Vespucci, Verrazzano, Mazzei and their Contributions to the Conception of the New World, New York: Marsilio Publishers, 1999.